# Ernst Schröder (Mathematiker)

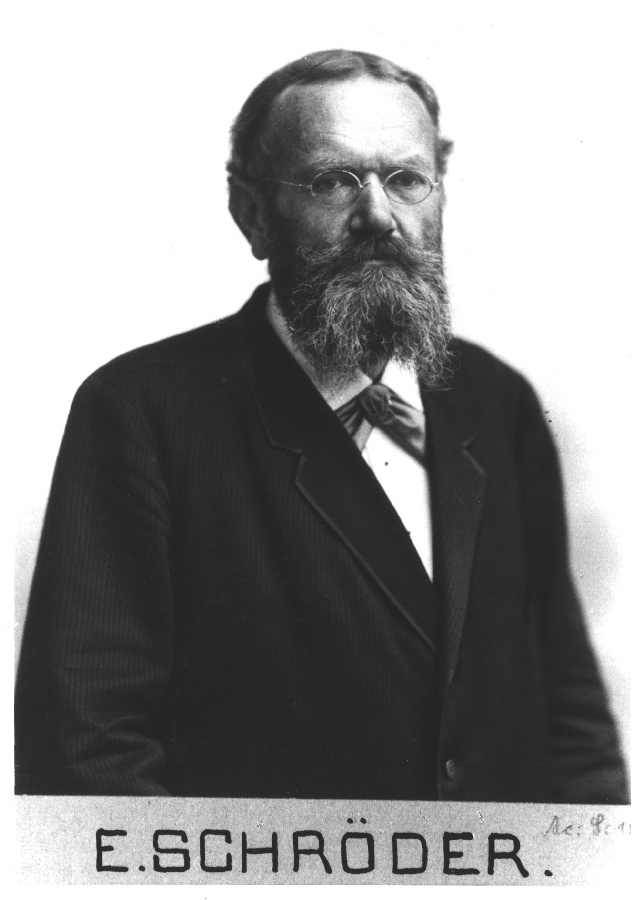
Ernst Schröder

Ernst Schröder (* 25. November 1841 in Mannheim; † 16. Juni 1902 in Karlsruhe; vollständiger Name Ernst Friedrich Wilhelm Karl Schröder) war ein deutscher Mathematiker und Logiker.

## Leben und Werk
Nach dem Studium der Mathematik und Physik an der Ruprecht-Karls-Universität Heidelberg und Albertus-Universität Königsberg habilitierte Schröder an der Universität Zürich 1865. Nach einem Schuldienst wurde er 1874 Professor für Mathematik an der TH Darmstadt, anschließend 1876 an der TH Karlsruhe, wo er 1890/91 auch als Direktor fungierte.

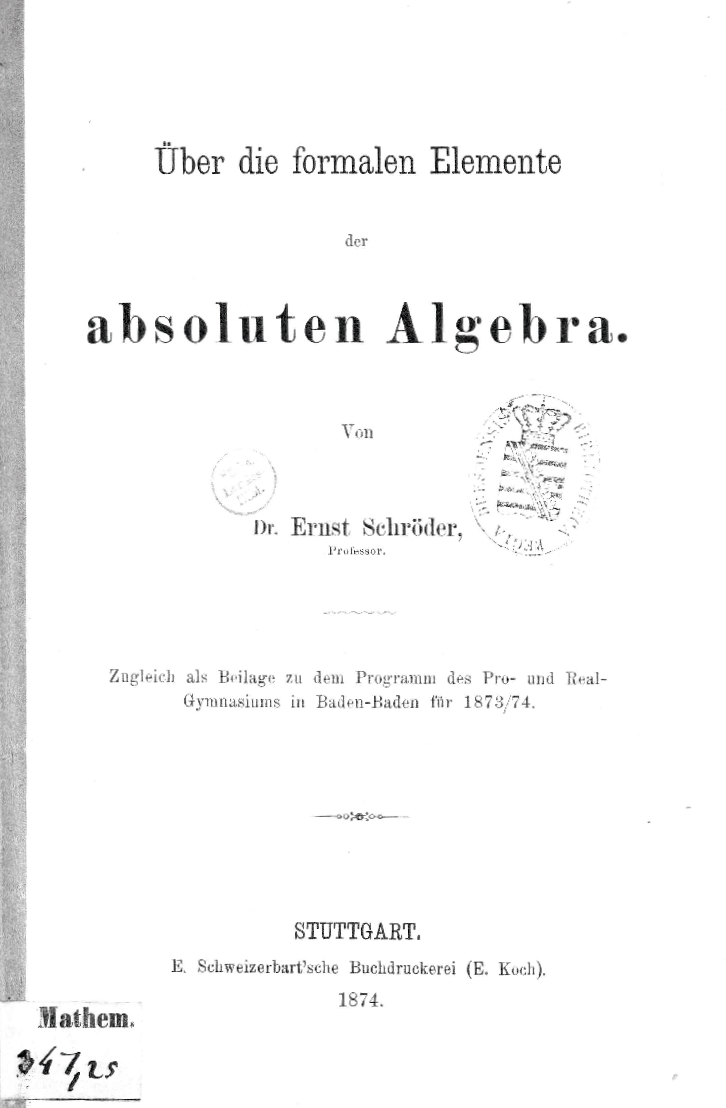
Titelblatt der Erstausgabe von Über die formalen Elemente der absoluten Algebra

Seine Hauptarbeitsgebiete waren die Grundlagen der Mathematik, Funktionentheorie und kombinatorische Analysis. In seiner Arbeit Ueber iterirte Functionen aus dem Jahre 1871 untersuchte er die heute nach ihm benannte Schrödersche Funktionalgleichung, die in der Komplexen Dynamik eine wichtige Rolle spielt. Dass die Logik eine selbständige Disziplin wurde, ist seinen Arbeiten zur theoretischen Algebra und symbolischen Logik zu verdanken. Mit seinen Arbeiten zur Algebra der Logik errang er internationale Anerkennung. Er optimierte die Logik von George Boole und entwickelte 1877 das erste vollständige Axiomensystem der booleschen Algebra. In seiner dreibändigen Algebra der Logik von 1890–1895 ging er im Unterschied zu Boole, der seinen Kalkül auf die Identität von Klassen aufbaute, von der Inklusion von Klassen aus. Schröder entwickelte ferner die Relationale Algebra (siehe Relationentheorie), führte den Begriff Normalform ein und entdeckte das Dualitätsprinzip in der Klassenlogik (siehe Boolesche Algebra). Ferner löste er Spezialfälle des Entscheidungsproblems durch Elimination der Quantoren.
Giuseppe Peano baute auf Schröders Logik auf; ebenso knüpfte Norbert Wiener in seiner Dissertation A comparison between the treatment of the Algebra of relatives by Schröder and that by Whitehead and Russell an die Arbeiten Schröders an. Für Alfred Tarski waren seine Arbeiten die Grundlagen für eine moderne Theorie der Algebra und die Geschichte der Logik.
Er ist einer der Namensgeber für den Satz von Cantor-Bernstein-Schröder. Auch die Schröder-Zahlen sind nach ihm benannt. Ernst Schröder hat mit seinem dreibändigen Hauptwerk zur Algebra der Logik eine der Grundlagen für die Begriffliche Wissensverarbeitung geschaffen. Daher trägt auch das Ernst Schröder Zentrum für Begriffliche Wissensverarbeitung seinen Namen. Es fördert Ausbildung, Forschung und Entwicklung auf dem Gebiet der Begrifflichen Wissensverarbeitung sowie deren Anwendung.

## Schriften
- Lehrbuch der Arithmetik und Algebra, 1873
- Über die formalen Elemente der absoluten Algebra, Stuttgart, 1874
- Der Operationskreis des Logikkalkuls, 1877
- Vorlesungen über die Algebra der Logik (Exakte Logik), 3 Bände, Leipzig 1890–1905

Band 1. Teubner, Leipzig 1890. (Digitalisat, Digitalisat und Volltext im Deutschen Textarchiv)
Band 2, Abt. 1. Teubner, Leipzig 1891. (Digitalisat, Digitalisat und Volltext im Deutschen Textarchiv)
Band 2, Abt. 2. Teubner, Leipzig 1905. (Digitalisat, Digitalisat und Volltext im Deutschen Textarchiv)
Band 3. Teubner, Leipzig 1895. (Digitalisat und Volltext im Deutschen Textarchiv)
- Algebra und Logik der Relative, Vorlesungen über die Algebra der Logik 3: Band 3, Abt. 1, Leipzig, B. G. Teubner, 1890–1905
- Über das Zeichen, Karlsruhe, 1890
- Über zwei Definitionen der Endlichkeit und G. Cantor’sche Sätze – Abhandlung in der Reihe Kaiserliche Leopoldino-Carolinische Deutsche Akademie der Naturforscher Band 71, S. 301–362, Halle, 1898
- Abriß der Algebra der Logik, 2 Teile, Leipzig, 1909/1910